# Thunbergia citrina
Thunbergia citrina är en akantusväxtart som beskrevs av Vollesen. Thunbergia citrina ingår i släktet thunbergior, och familjen akantusväxter. Inga underarter finns listade i Catalogue of Life.